# Coseley
Coseley – miasto w Anglii, w hrabstwie ceremonialnym West Midlands, w dystrykcie metropolitalnym Dudley. Leży 15 km na północny zachód od miasta Birmingham i 177 km na północny zachód od Londynu.